# Grand Hotel Haglund

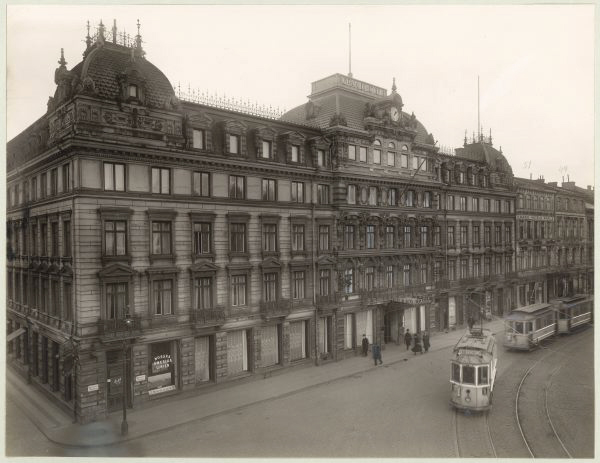
Exteriör av hotellet 1922

Interiör 1900

Grand Hôtel Haglund, eller bara Grand Hotel, var ett hotell med restaurang som låg vid Södra Hamngatan 57, mitt emot hotell Palace, vid Hotellplatsen i Göteborg och som revs 1972.

## Historia
Byggnaden uppfördes 1808 som Bloms Hôtel vilket då var Sveriges första hotell. Under namnet Haglunds Hôtel startade verksamheten 1876 efter att huset köpts in på auktion 1872 av Lars Peter Haglund som ett annex till grannhotellet Göta Källare, vilket sedan 1862 drivits av far och son Haglund. Hotellet drevs först av L. P. Haglund, och från 1886 av direktör Emil Haglund. År 1876 och 1880 byggdes hotellet om av Julius Eduard Leo.
L. P. Haglund ägde även Göteborgs äldsta hotell, Göta Källare. År 1897 överlät L. P. Haglund verksamheten till sina två söner, Grand Hôtel Haglund till Emil Haglund och Göta källare till Carl Wilhelm Haglund. Redan året därpå köpte Emil Haglund även Göta Källare av sin bror. År 1899 bildades aktiebolaget Aktiebolaget Göta Källare & Grand Hôtel Haglund som tog över de två hotellen. Emil Haglund var därefter direktör i det nybildade bolaget.
I samma bolag ingick även Savoy Hotell, beläget omedelbart intill Grand samt Göteborgs Trädgårdsförenings restaurang. År 1902 tog Sigurd Ehrenborg över som chef och mellan 1905 och 1909 drevs hotellet av Sophus Petersen. Den 28 januari 1909 förvärvar Emil Haglund aktiemajoriteten i Grand Hotel och Göta källare, som då ägdes av norska intressenter. År 1914 blev Carl Linder bolagets verkställande direktör. År 1925 var Linder noterad som hotellets innehavare.
År 1918 avyttrades Göta Källare och istället köptes det intilliggande Hôtel Savoy som 1949 sammanbyggdes med Grand Hôtel Haglund, då också namnet Savoy försvann. Hotellet eldhärjades svårt 1921, då hela vindsvåningen brann upp. Släckningsarbetet innebar att stora delar av hotellet fick omfattande vattenskadador. Grand Hôtel Haglund ansågs vara stadens mest praktfulla, med mycket lyx och kvalitet, exempelvis fanns en badinrättning som var öppen även för allmänheten, restaurangmatsalar, grill, bar, café, sällskapsrum, en festvåning med mera.
Carl Linder dog 1936 och företaget övertogs av hans fru Elin Linder. Hon sålde 1964 företaget till Fastighets AB Hufvudstaden.
År 1967 stängdes restaurangen, vid midsommar 1970 hela hotellet och 1972 revs byggnaden. Hufvudstaden lät på platsen 1973-1975 uppföra en byggnad efter ritningar av arkitekt Johannes Olivegren. Totalt sju stenhus från 1800-talet fick rivas för det som blev kontors- och affärshuset Citypassagen i fem våningar. Hermerna vid entrén är relikter från fasaden på Grand Hôtel Haglund.

## Övrigt
Carl Fahlström, som var stadsarkitekt i Göteborg 1897-1920, ritade Grand Hotel Haglunds vinterträdgård.
James Fredrik Dickson ramlade under en middag i februari 1898 på Grand Hotel Haglund och skar sitt finger på krossat glas. Han ska då ha virat cigarrettpapper och stanniolpapper från en champagneflaska runt fingret vilket ledde till blodförgiftning och hans död.
År 1840 öppnade konditorn Rudolf Rubenson ett schweizeri i hotellet.
I början av 1960-talet arbetade Leif Mannerström i restaurangen.